# Kiltijärvi (Gällivare socken, Lappland)
Kiltijärvi är en sjö i Gällivare kommun i Lappland och ingår i Kalixälvens huvudavrinningsområde. Sjön har en area på 0,0564 kvadratkilometer och ligger 261 meter över havet.

## Delavrinningsområde
Kiltijärvi ingår i det delavrinningsområde (745439-173767) som SMHI kallar för Ovan VDRID = Sakajänkänoja i Ängesåns vattendrags*. Medelhöjden är 306 meter över havet och ytan är 68,49 kvadratkilometer. Räknas de 125 avrinningsområdena uppströms in blir den ackumulerade arean 1 485,18 kvadratkilometer. Ängesån (Liinajoki) som avvattnar avrinningsområdet har biflödesordning 2, vilket innebär att vattnet flödar genom totalt 2 vattendrag innan det når havet efter 198 kilometer. Avrinningsområdet består mestadels av skog (73 procent) och sankmarker (21 procent). Avrinningsområdet har 2,14 kvadratkilometer vattenytor vilket ger det en sjöprocent på 3,1 procent.